# Agrionympha
Genre
Agrionympha est un genre de petits papillons primitifs de la famille des Micropterigidae. C'est le seul genre représentant cette famille en Afrique australe.

## Liste des espèces
Selon GBIF (3 décembre 2024) :
- Agrionympha capensis Whalley, 1978
- Agrionympha fuscoapicella Gibbs, 2011
- Agrionympha jansella Gibbs, 2011
- Agrionympha karoo Gibbs, 2011
- Agrionympha kroonella Gibbs, 2011
- Agrionympha pseliacma Meyrick, 1921
- Agrionympha pseudovari Gibbs, 2011
- Agrionympha sagittella Gibbs, 2011
- Agrionympha vari Whalley, 1978

## Systématique
Le nom valide complet (avec auteur) de ce taxon est Agrionympha Meyrick, 1921,.

### Publication originale
E Meyrick, « Descriptions of South African Micro-Lepidoptera », Annals of the Transvaal Museum, vol. 8, no 2,‎ 1921, p. 49-148 (lire en ligne, consulté le 15 janvier 2023)